# Mayhoola for Investments
Mayhoola for Investments (ci-après, « Mayhoola ») est une société d'investissement qatarienne spécialisée dans les investissements dans l'industrie du luxe et entièrement contrôlée par la famille princière du Qatar.

## Histoire
Mayhoola signifie « inconnu » dans le dialecte arabe parlé au Qatar. Comme son nom l'indique, le fonds évite toute communication publique sur sa structure et sa direction. Ainsi, le site internet de Mayhoola ne donne aucune information à part l'adresse du siège social du groupe et le fait que le fonds « se focalise sur des investissements au niveau local et mondial ».
Cependant, de nombreuses figures provenant de banques d'investissement internationales affirment que Mayhoola serait de facto dirigé par Moza bint Nasser al-Missned, la très influente épouse de l'ancien émir du Qatar Hamad ben Khalifa Al Thani. En effet, la cheikha Moza est connue pour son intérêt pour l'industrie du luxe et occupe la fonction de présidente du Qatar Luxury Group, autre fonds d'investissement dans le domaine du luxe.

## Investissements
Mayhoola a réalisé de nombreux investissements dans l'industrie du luxe. Elle possède notamment le Valentino Fashion Group qui regroupe plusieurs marques de luxes telles que : 

### Valentino
En 2012, Mayhoola for Investments achète la maison de couture italienne Valentino. Le quotidien français Le Monde a rapporté que la transaction s'est faite moyennant une somme d'environ 756 millions d'euros. 
Le 27 juillet 2023, Kering annonce avoir pris auprès de Mayhoola une participation de 30 % du capital de Valentino pour 1,7 Mds d'euros, avec une option lui permettant de monter à 100 % avant 2028.

### M Missoni
Mayhoola est aussi devenu propriétaire de la marque M Missoni par le biais de la même opération.

### Hugo Boss
Le groupe est propriétaire de Hugo Boss qui est une marque du Valentino Fashion Group.

### Balmain
En juin 2016, la maison française Balmain, créée en 1945 par le couturier Pierre Balmain, est entièrement rachetée par Mayhoola for Investments. L'entreprise était auparavant restée majoritairement entre les mains des héritières d'Alain Hivelin, qui avait dirigé la société entre 1995 et 2011 et qui avait orchestré la renaissance de la marque au milieu des années 1990. Selon le quotidien français Les Échos, le prix d'acquisition de la maison de couture se serait élevé à environ 500 millions d'euros.

### Pal Zileri
En 2016, Mayhoola, fait l’acquisition de Forall Confezioni qui détient la marque de mode masculine Pal Zileri.

### Anya Hindemarch
Par ailleurs, selon le quotidien The Financial Times, Mayhoola aurait pris une participation d'une valeur d'environ 32 millions d'euros dans le maroquinier de luxe anglais Anya Hindmarch.

### Beymen
En 2019 le groupe prend une participation de 96,89 % dans la marque de grands magasins de luxe turc Beymen ainsi que dans Ay Marka jusqu'alors propriété de la holding Boyner Group.

### Autres investissements du Qatar dans le luxe
Le Qatar a par ailleurs investi non via Mayhoola mais via le Qatar Investment Authority, le fonds souverain de l'émirat, dans les grands magasins Harrods et Printemps .

## Critiques
Certains observateurs ont critiqué le manque de transparence du groupe quant à sa direction et ses investissements.
L'acquisition de la maison de couture Balmain a fait l'objet de polémiques particulièrement vives en France. De nombreuses figures du monde de la culture y ont vu encore un exemple du désir du Qatar de « mettre la main » sur le patrimoine culturel et artistique français, et des méthodes relevant de la « concurrence déloyale » employées par les Qatariens pour parvenir à leurs fins.
En effet, le processus d'enchères pour l'acquisition de Balmain a suscité de nombreuses marques d'intérêt de la part d'investisseurs français tels que L Capital. Cependant, et alors même que la valeur de la maison de couture n'était évaluée qu'à environ 350 millions d'euros, Mayhoola a pu, grâce à la manne gazière et pétrolière dont bénéficie la famille royale qatarienne, soumettre une offre défiant toute concurrence d'environ 500 millions d'euros.
Cette opération fait suite à une série de prises de participations dans de grands groupes français souvent considérés comme les « fleurons de l'industrie » du pays (LVMH, Le Tanneur, le Printemps, hôtels de luxe comme le Royal Monceau, l'hôtel du Louvre, le Majestic mais encore le Martinez à Cannes...) par des fonds d'investissements qatariens tous directement ou indirectement contrôlés par la famille princière du Qatar[réf. souhaitée].